# Reduta Świętej Marii
Reduta Świętej Marii (malt. Ridott ta' Santa Marija, ang. Saint Mary’s Redoubt), znana też jako Reduta Migart (malt. Ridott ta' Migart, ang. Migart Redoubt) była to reduta na wyspie Comino, Malta. Została zbudowana w roku 1716 lub 1761 (źródła podają różne daty) przez Zakon Maltański, jako jedna z nabrzeżnych fortyfikacji dokoła Wysp Maltańskich.
Reduta była ulokowana na północnym wybrzeżu Comino, daleko od innych konstrukcji obronnych wyspy – Wieży Świętej Marii oraz Baterii Świętej Marii. Została ona zburzona i nie ma po niej żadnych pozostałości.